# Allen Timpany
Allen Timpany (ur. 30 maja 1956 roku w Brighton) – brytyjski przedsiębiorca i kierowca wyścigowy. Założyciel brytyjskiej grupy telekomunikacyjnej Vanco Group Limited.

## Kariera wyścigowa
Timpany rozpoczął karierę w międzynarodowych wyścigach samochodowych w 2005 roku od startów w klasie LMP2 Le Mans Endurance Series oraz American Le Mans Series, gdzie jednak nie zdobywał punktów. W tym samym roku w Festiwalu Formuły Ford był dziesiąty. W późniejszych latach Brytyjczyk pojawiał się także w stawce Le Mans Series oraz 24-godzinnego wyścigu Le Mans. W klasie 24-godzinnego wyścigu Le Mans był drugi w 2006 roku, a rok później odniósł zwycięstwo.